# Le Teich
Le Teich [lə tɛʃ] ist eine französische Gemeinde mit 9.213 Einwohnern (Stand 1. Januar 2022) im Département Gironde in der Region Nouvelle-Aquitaine. Die Stadt liegt seit 1. Januar 2007 im Arrondissement Arcachon und gehört zum Kanton Gujan-Mestras. Die Bewohner werden Teichois und Teichoises genannt.

## Geographie
Die Gemeinde liegt am südöstlichen Ufer des Bassin d’Arcachon, direkt am Mündungsdelta des Flusses Eyre (oder auch Leyre genannt). Das Gebiet gehört zum Regionalen Naturpark Landes de Gascogne und ist Uferzone des Meeresnaturparks Bassin d’Arcachon, dessen Parkverwaltung sich hier befindet.

## Bevölkerungsentwicklung
| Jahr      | 1962 | 1968 | 1975 | 1982 | 1990 | 1999 | 2009 | 2017 |
| Einwohner | 1624 | 1680 | 2176 | 2946 | 3607 | 4822 | 6485 | 7906 |

## Verkehr
Der Bahnhof Le Teich liegt an der Bahnstrecke Lamothe–Arcachon, die von der Bahngesellschaft TER Aquitaine ab Bordeaux betrieben wird (Linie 32). Auf dieser Strecke verkehren auch  TGV-Züge von Paris nach Arcachon.
Südlich des Ortes verläuft die Autoroute A660 nach Arcachon mit Anschlussstelle Nr. 3 Le Teich.

## Sehenswürdigkeiten
- Der vogelkundliche Park von Le Teich existiert seit mehr als 30 Jahren. Er bietet hervorragende Bedingungen für die Begegnung zwischen den Besuchern und den Wildtieren. Der Park dient für viele Zugvögel als Ruheplatz auf ihrer Wanderung. Besonders die zahlreichen Störche ziehen immer wieder viele Besucher an.
- Das Mündungsdelta des Flusses Eyre wird von zwei Haupt- und mehreren Nebenarmen gebildet. Es kann auf einem fünf Kilometer langen Uferweg besucht werden, der es erlaubt, Einblicke in den biologischen Reichtum des Deltas zu bekommen.
- Die Quelle des heiligen Johannes (frz.: Saint-Jean) liegt auf dem ehemaligen Jakobsweg und datiert aus dem 17. Jahrhundert. Der Ort war schon früher ein Kultplatz, der wahrscheinlich von keltischem Ursprung ist. Die Quelle wurde zu einem Halt für die Pilger, das Wasser war sehr geschätzt um Hauterkrankungen zu behandeln.

## Gemeindepartnerschaften
Le Teich ist seit 2007 mit der spanischen Gemeinde Briones in der Region La Rioja partnerschaftlich verbunden.